# 슬로벤인 크로아트인 세르브인국
슬로벤인 크로아트인 세르브인국(세르보크로아트어: Država Slovenaca, Hrvata i Srba / Држава Словенаца, Хрвата и Срба, 슬로베니아어: Država Slovencev, Hrvatov in Srbov)은 제1차 세계 대전 말인 1918년 10월 29일에 오스트리아-헝가리 제국 최남단에 거주하던 슬로벤인, 크로아트인, 세르브인 (프레차니)에 의해 구성된 정치 단체이다. 국제적으로는 인정받지 못했으나, 이는 범슬라브주의 이념에 기반한 최초의 유고슬라비아 국가였다. 선포 33일 후 이 나라는 세르비아 왕국에 합류하여 세르비아인 크로아티아인 슬로베니아인 왕국을 형성했다.

## 명칭
국가의 이름은 그곳에 거주했던 세 주요 남슬라브족 민족인 슬로벤인, 크로아트인, 세르브인에서 유래했다.
이름에 언급된 크로아트인은 이전 크로아티아-슬라보니아, 보스니아 헤르체고비나 및 달마티아 ((세르보크로아트어/언어 오류(코토르만)) 포함)에 거주했던 사람들이었다.
이름에 언급된 세르브인은 보스니아 헤르체고비나, 크로아티아-슬라보니아, 달마티아 ((세르보크로아트어/언어 오류(코토르만)) 및 몬테네그로 리토랄 포함)에 거주했던 사람들이었으며, 세르비아 왕국 (현재 북마케도니아 영토 포함)에 거주했던 사람들이나 몬테네그로 왕국 또는 보이보디나 (반환, 바치카, 버러녀 포함)에 거주했던 사람들은 아니었다.
이름에 언급된 슬로벤인은 카르니올라 공국, 슈타이어마르크 공국, 케른텐 공국 및 프레크무레의 주민들이었다.

## 건국

### 배경

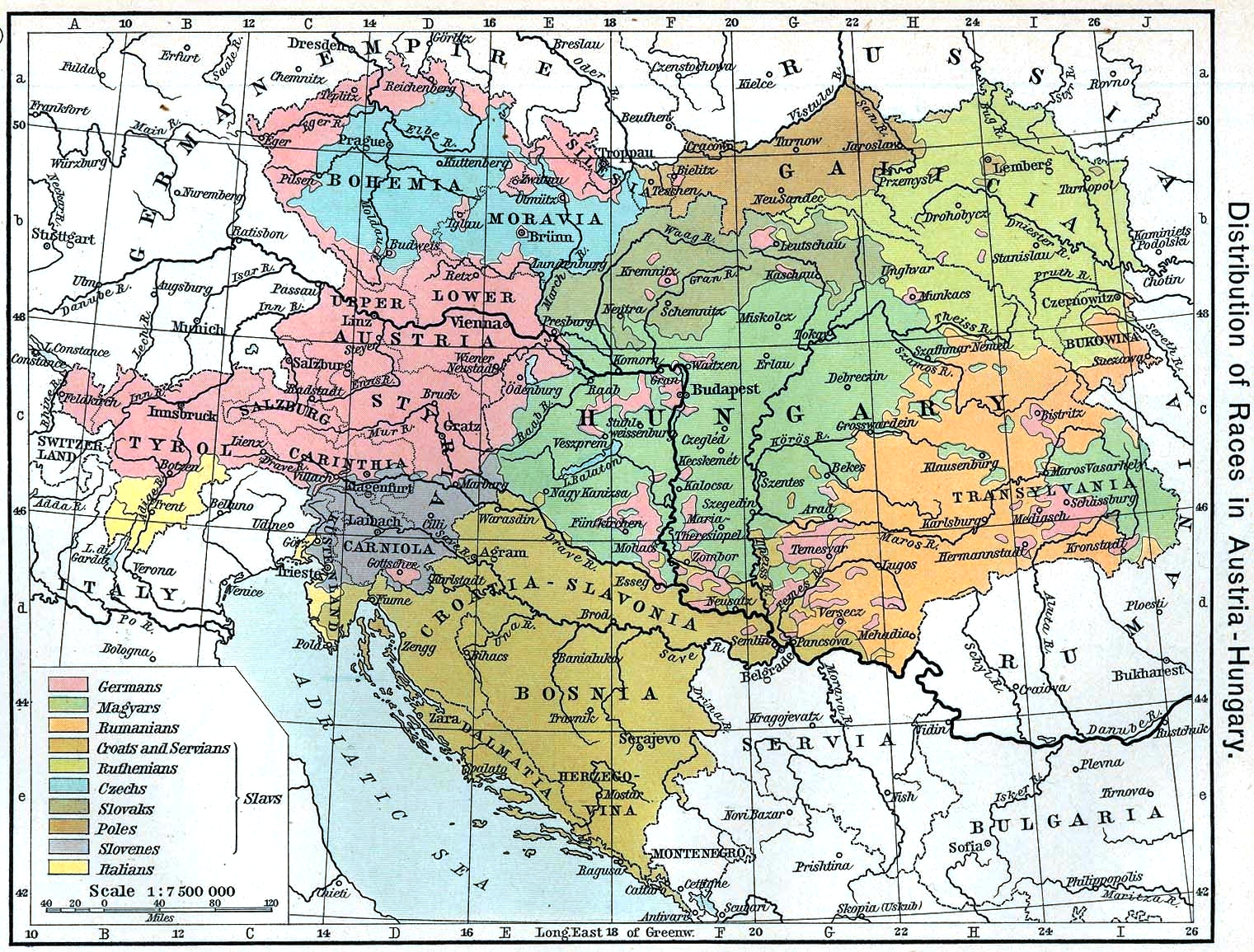
윌리엄 R. 셰퍼드의 1911년 역사 지도에 나오는 "오스트리아-헝가리 민족 분포"는 슬로벤인, 크로아트인, 세르브인이 거주하는 지역을 나타낸다. 이들 영토 대부분은 국가에 포함되었다.

1918년, 전쟁의 마지막 해에 오스트리아-헝가리 군주국은 국경 내의 다수 슬라브 민족들 사이의 불안과 함께 내부 위기를 겪고 있었다. 남슬라브족은 군주국의 여러 하위 구역으로 나뉘어 있었다.
- 시스라이타니아: 오스트리아 연안 지대, 카르니올라 공국, 달마티아 왕국은 오스트리아의 관할에 있었다. 이웃한 슈타이어마르크와 케른텐 공국도 상당한 남슬라브족 인구를 포함했다.
- 트란스라이타니아: 크로아티아-슬라보니아 왕국과 리예카 (코르푸스 세파라툼)은 헝가리의 관할에 있었다. 헝가리 왕국 자체도 프레크무레, 메짐미르예, 버러녀 및 이전에 세르비아 보이보디나 및 테메스바나트 군정청의 일부였던 지역에 상당한 남슬라브족 인구를 포함했다.
- 오스트리아-헝가리 콘도미니움 보스니아 헤르체고비나.

1917년 5월 30일 성 이슈트반 왕관령의 크로아티아-슬라보니아 왕국에서 친유고슬라비아 세력의 활동은 라이히스라트 (비엔나의 시스라이타니아 입법부)의 크로아티아 및 슬로베니아 대표 그룹인 유고슬라비아 클럽에 의해 5월 선언이 채택되는 결과를 낳았다. 이 선언은 합스부르크 군주국 내의 슬로벤인, 크로아트인, 세르브인이 거주하는 모든 영토를 하나의 독립적인 실체로 통합할 것을 추구했다.
1918년 3월 2-3일에 자그레브에서 대중 생활의 다양한 측면의 대표자와 여러 정당, 주로 안테 파벨리치가 이끄는 권리당의 밀레 스타르체비치 파벌과 슬로베니아 인민당 회의가 열렸다. 그러나 집권 크로아트-세르브 연합과 그 반대파인 크로아티아 인민 농민당은 제외되었다. 이 회의는 슬로벤인, 크로아트인, 세르브인 (후자를 동등한 "부족"으로 묘사하며 독특한 역사적 위치와 욕구를 수용해야 할 "통일된 국가")의 통일을 선언하고 자결권과 시스라이타니아 전체를 포함한 자신들이 점유한 영토에 대한 소유권을 요구하는 자그레브 결의를 발표했다.
1918년 7월과 8월에는 이러한 정책을 추진하기 위해 스플리트 (달마티아), 수샤크 (크로아티아 리토랄), 류블랴나 (슬로베니아 땅)에 이른바 "슬로벤인, 크로아트인, 세르브인 인민 조직"이 결성되었다. 8월 말, 크로아티아-슬라보니아 정당들은 자그레브에서 다시 만나 향후 진행 방향, 특히 크로아트-세르브 연합의 지지를 얻는 방법을 논의했다.
1918년 9월 14일, 오스트리아-헝가리 외무장관 스테판 부리안 폰 라예치는 제1차 세계 대전의 평화 조약에 의한 해결을 옹호하는 성명을 발표했으며, 전쟁이 끝나가고 있다는 것이 분명해졌다. 10월 초까지 슬로베니아-크로아티아-세르비아 운동은 국민 의회를 설립할 계획을 세웠다. 크로아트-세르브 연합의 지도자인 스베토자르 프리비체비치는 이 운동의 지도자 중 한 명인 스르잔 부디사블레비치에게 이 계획이 연합을 약화시키기 위한 것인지 확인하기 위해 대면했고, 두 사람은 국민 의회가 구성되기 전에 연합이 향후 국민 평의회에 참여하도록 초청될 것이라는 이해에 도달했다. 동시에 조직자들은 크로아티아 인민 농민당과 세르비아 인민 급진당의 지지를 얻었다. 10월 5일과 6일, 임시 의회가 소집되었고 집행 위원회 구성이 시작되었다. 모든 정당의 구성원에게 의석이 할당되었지만, 절차의 애드혹적 성격에 대한 불만 없이 이루어지지는 않았다.

### 설립

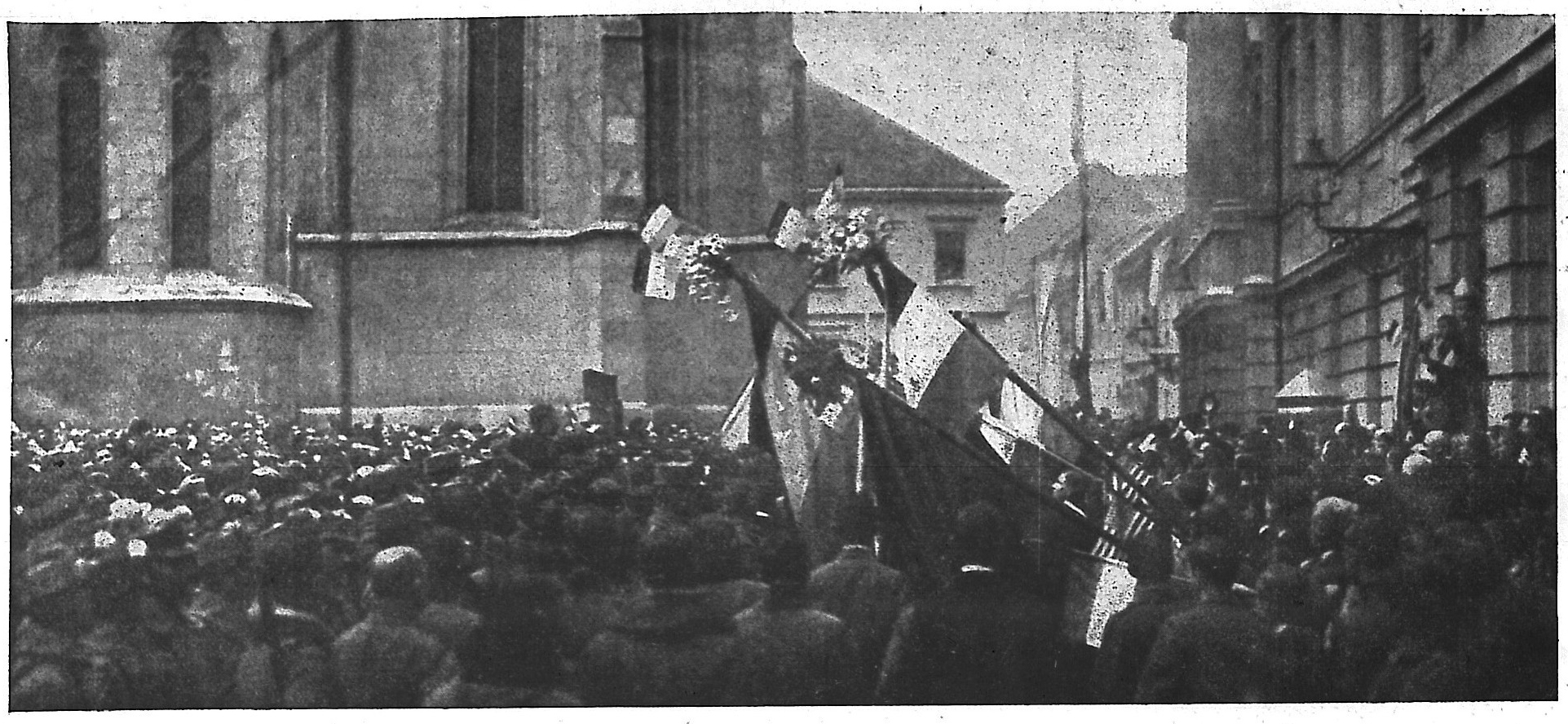
1918년 10월 슬로벤인 크로아트인 세르브인 국가평의회 결성 당시 자그레브에서 남슬라브족들의 축하 행사

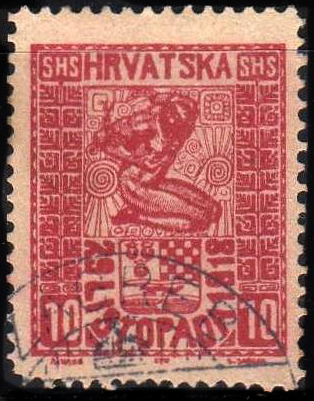
크로아티아에서 발행된 슬로벤인 크로아트인 세르브인국의 우표

국민 평의회(세르보크로아트어: Narodno vijeće, 슬로베니아어: Narodni svet)는 1918년 3월에 도달한 결정에 따라 1918년 10월 5일부터 8일까지 자그레브에서 설립되었다. 평의회는 크로아티아-슬라보니아, 리예카, 달마티아, 보스니아 헤르체고비나, 이스트라반도, 트리에스테, 크란스카, 고리치아와 그라디스카, 슈타이어마르크, 케른텐, 바치카, 바나트, 버러녀 및 헝가리 남서부 기타 지역에 거주하는 슬로벤인, 크로아트인, 세르브인의 정치 대표 기관임을 선언했다. 평의회는 자체 중앙 위원회와 의장단을 설립했으며, 평의회 구성원 1명은 10만 명을 대표하도록 했다. 또한 크로아티아 사보르, 보스니아 의회 및 라이히스라트의 대표 5명씩 총 95명의 대표로 구성되었다. 정족수를 구성하려면 32명의 투표권이 있는 구성원이 필요했으며, 모든 결정에는 3분의 2의 다수결이 필요했다. 지역 의회의 구성원들은 비투표 옵저버로 참석할 수 있었다. 평의회는 최대 30명의 중앙 위원회 구성원을 선출했으며, 이들은 3분의 2의 투표로 추가로 10명을 위원회에 임명할 수 있었다.
헝가리 왕국은 1918년 10월 13일 연합군과 휴전했다. 파벨리치 등은 두샨 T. 시모비치 세르비아 특사와 협상을 시작했다. 시모비치는 그들의 군사적 승리와 헝가리와의 조약이 슬로벤인 크로아트인 세르브인국 영토 대부분에 대한 권리를 부여했다고 말했고, 파벨리치는 세르비아와의 통일을 원하지만 연방 국가와 인구 이동을 전제로 한 크로아티아와 세르비아 인구의 구획이 필요하다고 말했다. 시모비치는 연방화 논의를 거부했고 파벨리치는 양보했으며, 두 문제에 대한 추가 논의는 없었다.
1918년 10월 14일, 오스트리아 외무장관 부리안은 1918년 1월 미국 대통령 우드로 윌슨이 제시한 14개조 평화 원칙에 기반한 휴전을 요청했다. 10개 조항에는 "오스트리아-헝가리 국민들은 국가들 사이에서 그들의 위치가 보호되고 보장되기를 바라며, 가장 자유로운 자율적 발전 기회를 부여받아야 한다"고 명시되어 있었다. 이틀 후, 카를 황제는 선언문("1918년 10월 16일 제국 선언")을 발표하여 시스라이타니아의 연방제를 포함하여 국민들에게 넓은 자치권을 부여함으로써 제국의 구조를 크게 변경할 것을 예상했다. 카를의 제안은 10월 18일 미국 국무장관 로버트 랜싱에 의해 거부되었는데, 그는 민족 자치권만으로는 더 이상 충분하지 않다고 말했다. 10월 19일, 슬로벤인 크로아트인 세르브인 국가평의회는 군주국 내 모든 남슬라브족의 최고 대표 기관임을 선언했다.
10월 21일과 22일, 여전히 삼원 군주국을 옹호하는 순수 권리당의 구성원들은 카를 황제와 헝가리의 샨도르 베케를레 총리로부터 삼원론 선언에 대한 공식적인 지지를 얻었으나, 베케를레는 다음날 해임되었다.
자그레브에서는 유고슬라비아 대의를 지지하는 수많은 대규모 집회가 열렸는데, 특히 10월 22일에 그러했다.

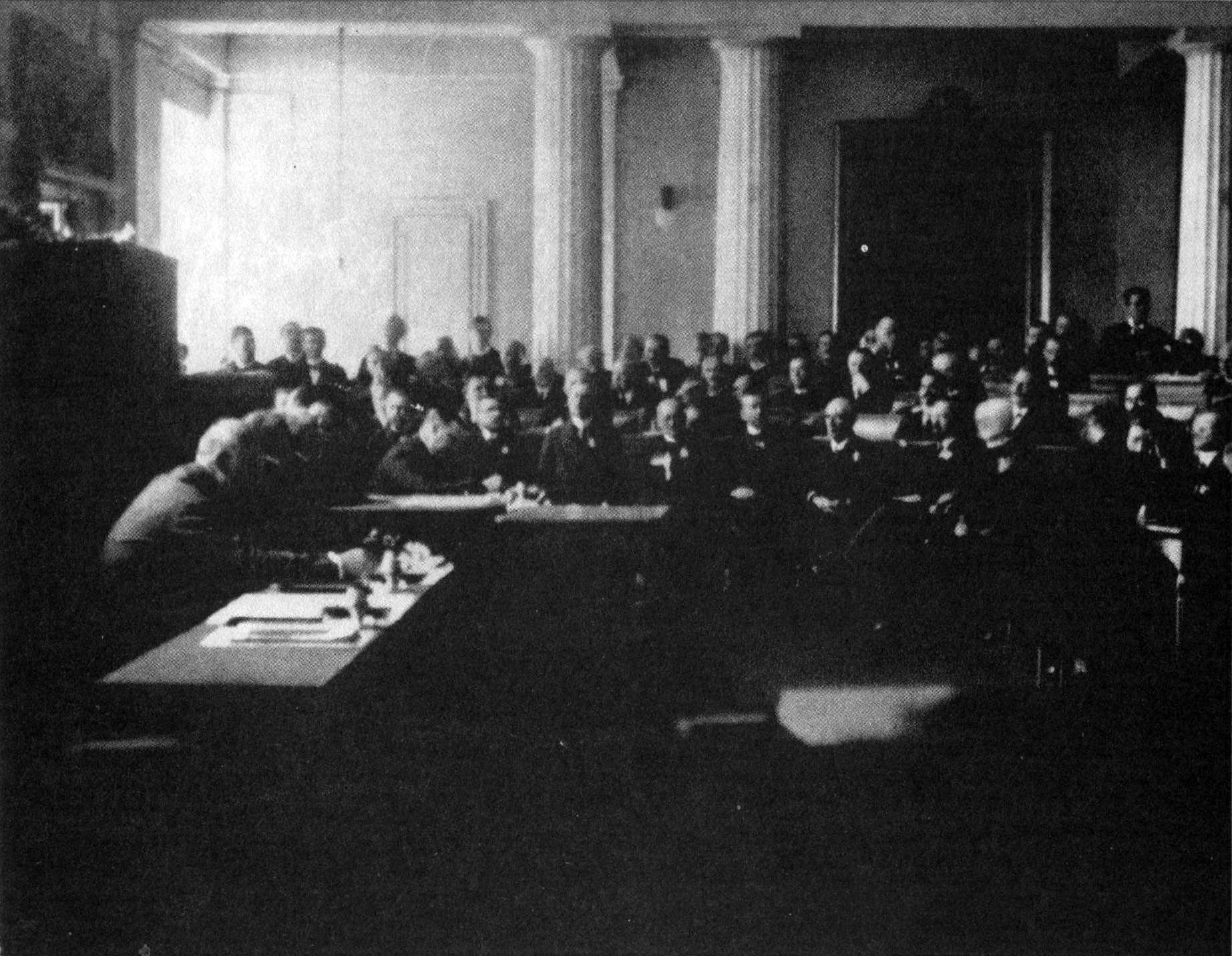
1918년 10월 29일 크로아티아 의회인 사보르 회의

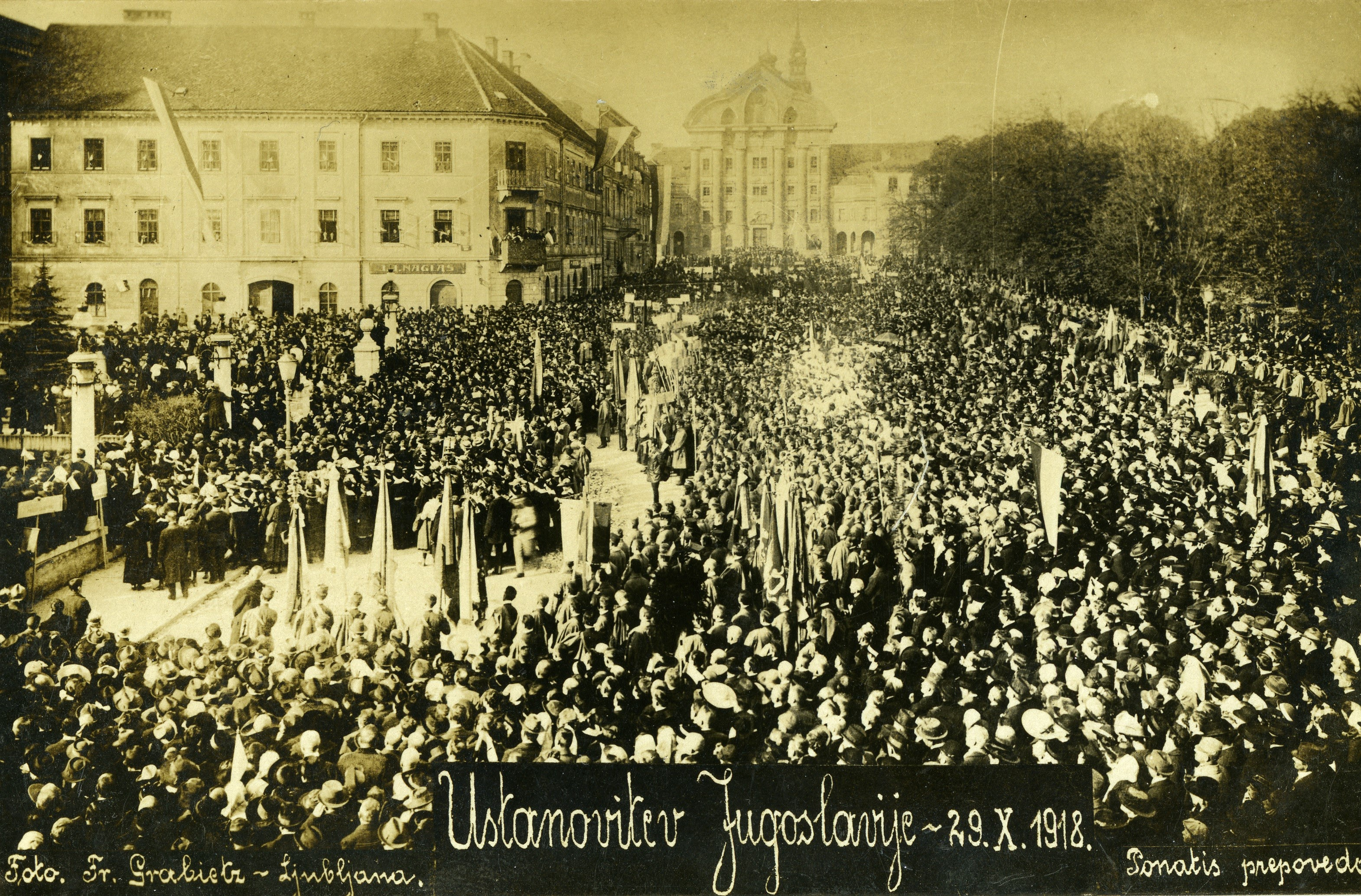
1918년 10월 29일 류블랴나 의회광장에서 슬로벤인 크로아트인 세르브인국 선포

10월 28일, 젊은 줄러 언드라시는 미국 정부에 평화 통보를 보냈고, 크로아티아의 반, 안툰 미할로비치는 황제에게 보고한 후 "원하는 대로 하라"는 지시를 받고 해임되었다. 또한 전쟁부는 지역 군 지휘관들이 법과 질서를 유지하는 데 도움을 주기 위해 인민 평의회에 접근할 수 있도록 허용하기로 결정했다. 이 모든 것은 오스트리아-헝가리 군주국이 해체되고 있으며, 슬로벤인 크로아트인 세르브인국이 달성 가능한 목표라는 신호로 받아들여졌다.
국가는 1918년 10월 29일 공식적으로 선포되었다. 초대 대통령은 슬로벤인인 안톤 코로셰츠였다. 두 명의 부통령은 세르비아인 스베토자르 프리비체비치와 크로아티아인 안테 파벨리치였다.
새로운 국가는 이전 오스트리아-헝가리 영토 중 슬로벤인, 크로아트인, 세르브인이 거주하는 모든 영토를 포함하고자 했다. 그러나 보이보디나의 세르브인 – 바나트, 바치카, 버러녀의 세르브인 포함 – 은 반대하고 노비사드의 세르비아 민족 평의회 최고 권한 아래 자체 행정부를 구성했다. 보이보디나는 1918년 11월 25일 세르비아 왕국에 합류했다. 하루 전인 1918년 11월 24일, 슬로벤인 크로아트인 세르브인국의 일부가 되었던 시르미아 지역은 분리독립하여 세르비아 왕국에 합류했다.

## 이탈리아와의 분쟁
연합군에게 넘겨주는 것을 피하기 위해 카를 황제는 오스트리아-헝가리 해군 전체, 오스트리아-헝가리 상선대, 그리고 모든 오스트리아-헝가리 항구, 병기창 및 해안 요새를 국민 평의회에 할당했다. 국민 평의회는 연합국 정부에 이 자산들을 통제하게 되었고 전쟁 상태가 아니라는 외교적 통지문을 보냈다. 그러나 함대는 곧 이탈리아 해군인 이탈리아 왕국 해군에 의해 공격받고 해체되었다.
오스트리아-헝가리는 1918년 11월 4일 체결된 빌라 지우스티 휴전 협정을 통해 이탈리아와 휴전했다. 이 협정은 이탈리아가 슬로벤인 크로아트인 세르브인국에 포함되었던 영토의 많은 부분을 점령할 수 있도록 규정했다. 이후 이탈리아군은 동부 아드리아 해 점령의 일환으로 이스트라반도와 달마티아 대부분을 점령했으며, 라팔로 조약이 발효된 1921년까지 그곳에 남아 있었다.

## 세르비아인 크로아티아인 슬로베니아인 왕국 건국

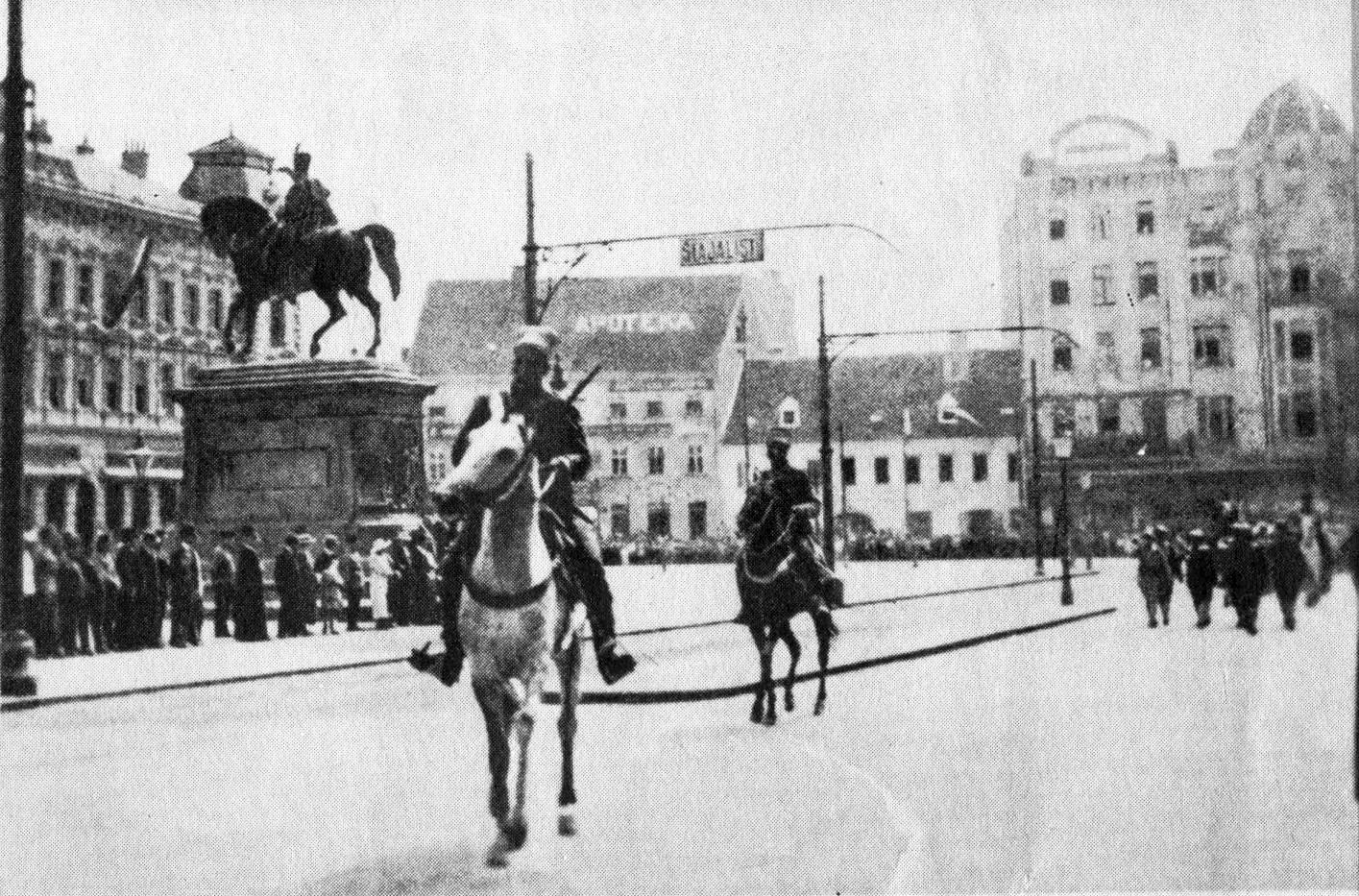
1918년 자그레브 반 옐라치치 광장에서 열린 세르비아군 대표단의 합동 퍼레이드

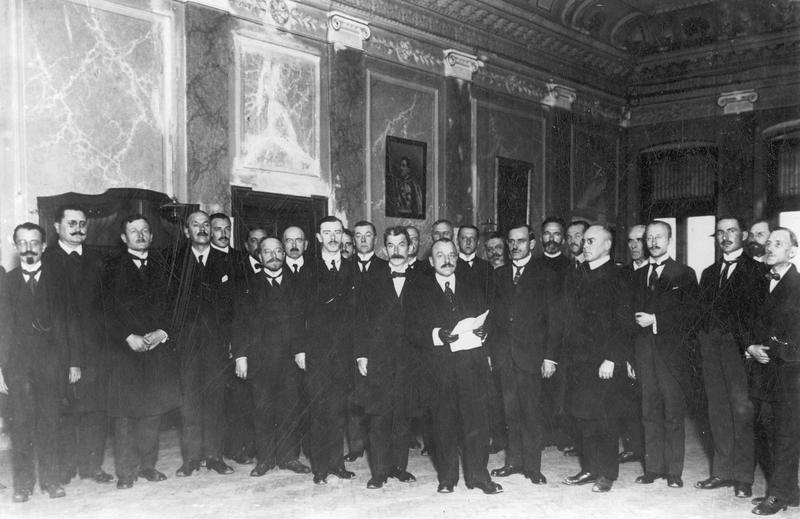
1918년 12월 1일 안테 파벨리치가 이끄는 슬로벤인 크로아트인 세르브인국 국민 평의회 대표단이 섭정 알렉산다르 앞에서 연설문을 낭독하고 있다.

슬로벤인 크로아트인 세르브인국은 존속 기간 동안 국제적인 국가승인을 받지 못했다. 10월 31일, 국민 평의회는 영국, 프랑스, 이탈리아, 미국 정부에 슬로벤인 크로아트인 세르브인국이 오스트리아-헝가리 일부였던 남슬라브 지역에 구성되었으며, 새로운 국가가 세르비아 및 몬테네그로와 공동 국가를 형성할 의사를 가지고 있음을 통보했다. 동일한 통보가 세르비아 왕국 정부와 런던의 유고슬라비아 위원회에 보내졌다. 니콜라 파시치 세르비아 총리는 11월 8일 해당 통보에 응답하여 자그레브의 국민 평의회를 "오스트리아-헝가리 영토에 거주하는 세르브인, 크로아트인, 슬로벤인의 합법적인 정부"로 인정하고 영국, 프랑스, 이탈리아, 미국 정부에 동일하게 할 것을 요청했다.
11월 23-24일, 국민 평의회는 "구 오스트리아-헝가리의 전체, 연속적인 남슬라브 지역에 형성된 슬로벤인 크로아트인 세르브인국과 세르비아 왕국 및 몬테네그로를 통일된 슬로벤인 크로아트인 세르브인 국가로 통합"을 선언했다. 평의회 의원 28명이 세르비아 왕국 정부 및 세르비아와 몬테네그로의 정당 대표들과의 통일 국가 조직 합의 이행에 대한 국민 평의회 채택 지침에 따라 해당 결정을 이행하도록 임명되었다. 이 지침은 섭정 알렉산다르와 협상한 대표단 구성원들에 의해 대부분 무시되었다.
스체판 라디치의 농민당은 국민 평의회에 참여했지만, 세르비아와의 합병을 결정한 후에는 어리석은 움직임이라며 반대하기 시작했고, 크로아티아 의회가 명시적으로 승인하지 않았다는 사실에 근거하여 결정에 이의를 제기했다.
12월 1일, 섭정 알렉산다르는 "세르비아와 독립된 슬로벤인 크로아트인 세르브인국의 영토를 통일된 세르비아인 크로아티아인 슬로베니아인 왕국으로 통합"을 선포했다. 국민 평의회는 활동을 중단했기 때문에 공식적으로 선포를 비준하지 않았으며, 1918년 12월 29일 선포를 주시한 세르비아 의회도 마찬가지였다.
국민 평의회의 마지막 중요한 임무는 1919년 초 임시 국민 대표단에 대표를 임명하는 것이었다.

## 같이 보기
- 제네바 선언 (1918)
- 리포시차크 사건
- 포드고리차 회의
- 유고슬라비아의 역사
- 베리가르 문제
- 슬로베니아 변경 (헝가리 왕국)
- 크로아티아 역사의 타임라인